# مطار تربت الدولي
مطار تربت الدولي (إياتا: TUK، إيكاو: OPTU)(بالبلوشية: تُربت میان اُستمانی بالی پٹ ) يقع المطار في مدينة تربت الواقعة في إقليم بلوشستان جنوب باكستان، يحتوي المطار على أكبر مساحة للأراضي داخل إقليم بلوشستان، وهو ثاني أكبر مطار بعد مطار كويته الدولي في إقليم بلوشستان، يقع المطار على بعد 5 كم جنوب مدينة تربت.

## التاريخ
نظرا لموقع المطار الجغرافي فقد تم السماح لحركة الملاحة للمطار في منطقة بلوشستان فقط ممثلة في مدينة تربت والبلدات والقرى المحيطة بها، بدأ المطار تشغيل رحلاته في عقد 1970، عندما قام الجهاز المركزي للمحاسبات في باكستان بناء مدرج وساحة للتعامل مع طائرات الدفع التوربيني الصغيرة، وبعد عام من تشغيل المطار أطلق الناقل الوطني الرحلات الجوية إلى المطار باستخدام طائرة فوكر F-27، في عام 1979 خضع المطار لتطوير جذري أسفر عن إعادة بناء مدرج جديد وكذلك ساحة لوصول الصائرات، وشيدت صالة للوصول والمغادرة المحلية وذلك في عام 1980، وفي عام 1983 تم إنشاء منطقة إعلامية للسماح لأعضاء أُسرة الركاب بتوديع ذويهم، وكذلك مبنى مراقبة الحركة الجوية، أما الطريق الرئيسي المؤدي إلى المطار فقد أُعيد تطويره وبناؤه لتلبية المعايير الدولية وذلك في عام 1984، ثم قررت شركة نفط باكستان الحكومية توفير وقود الطائرات وبنت منشأة خاصة بها في عام 1994.
قام الجهاز المركزي للمحاسبات الباكستاني بإعادة تطوير المطار في عام 2000، والذي ضم مكتب إدارة الجهاز المركزي للمحاسبات، وفي عام 2003 تم بناء صالة جديدة للقادمين، فضلا عن صالة متميزة لكبار الشخصيات، وفي عام 2008 تم افتتاح مبنى جديد لمكاتب شركات الطيران وموظفي العمليات في المطار، وفي عام 2009 تم بناء صالات جديدة وبرج للمراقبة وساحة مساحتها كبيرة للتعامل مع المزيد من الرحلات الجوية، حتى وقت قريب جدًا كانت الخطوط الجوية الدولية الباكستانية شركة الطيران الوحيدة العاملة من المطار، ومؤخرًا حصلت شركة طيران العربية والتي تتخذ من الشارقة مقرًا لها تصريح من هيئة الطيران المدني الباكستانية لبدء رحلتين أسبوعيتين بين الشارقة وتربت عبر جوادر.

## شركات الطيران
| شركـات طيـران                     | الوجهات                                 |
| --------------------------------- | --------------------------------------- |
| الخطوط الجوية الدولية الباكستانية | دالبندین، جوادر، كراتشي، مسقط، الشارقة. |